# Biserica Sfântul Nicolae din Galați
Biserica „Sf. Nicolae” de pe str. Ion Creangă din Galați a servit între anii 1878 și 1917 drept catedrală a Episcopiei Dunării de Jos.
A fost ridicată în anii 1839-1845 și este în prezent monument istoric, având codul  GL-II-m-B-03005.
Patriarhul Atanasie Patelarie a slujit timp de 11 ani în biserica mănăstirii Sfântul Nicolae din Galați, după ce a fost alungat de turci din Constantinopole.